# Spatula sternalis
Spatula sternalis – narząd występujący u larw niektórych muchówek.
Spatula sternalis jest narządem ruchu występującym u larw muchówek z rodziny Itoniidae. Ma postać płytki i położona jest na brzusznej stronie przedniej części ciała. Jeden koniec ma wolny, a drugi zrośnięty z ciałem i wyposażony w aparat mięśniowy. Larwa poprzez szybkie uderzenia płytką o podłoże, odbija się od niego i przemieszcza skacząc.